# Malvin
Malvin ist ein in Pflanzen vorkommender roter bis blauer Farbstoff aus der Gruppe der Anthocyane. Das Diglucosid setzt sich aus dem Aglycon Malvidin und zwei D-Glucosemolekülen zusammen.

## Vorkommen

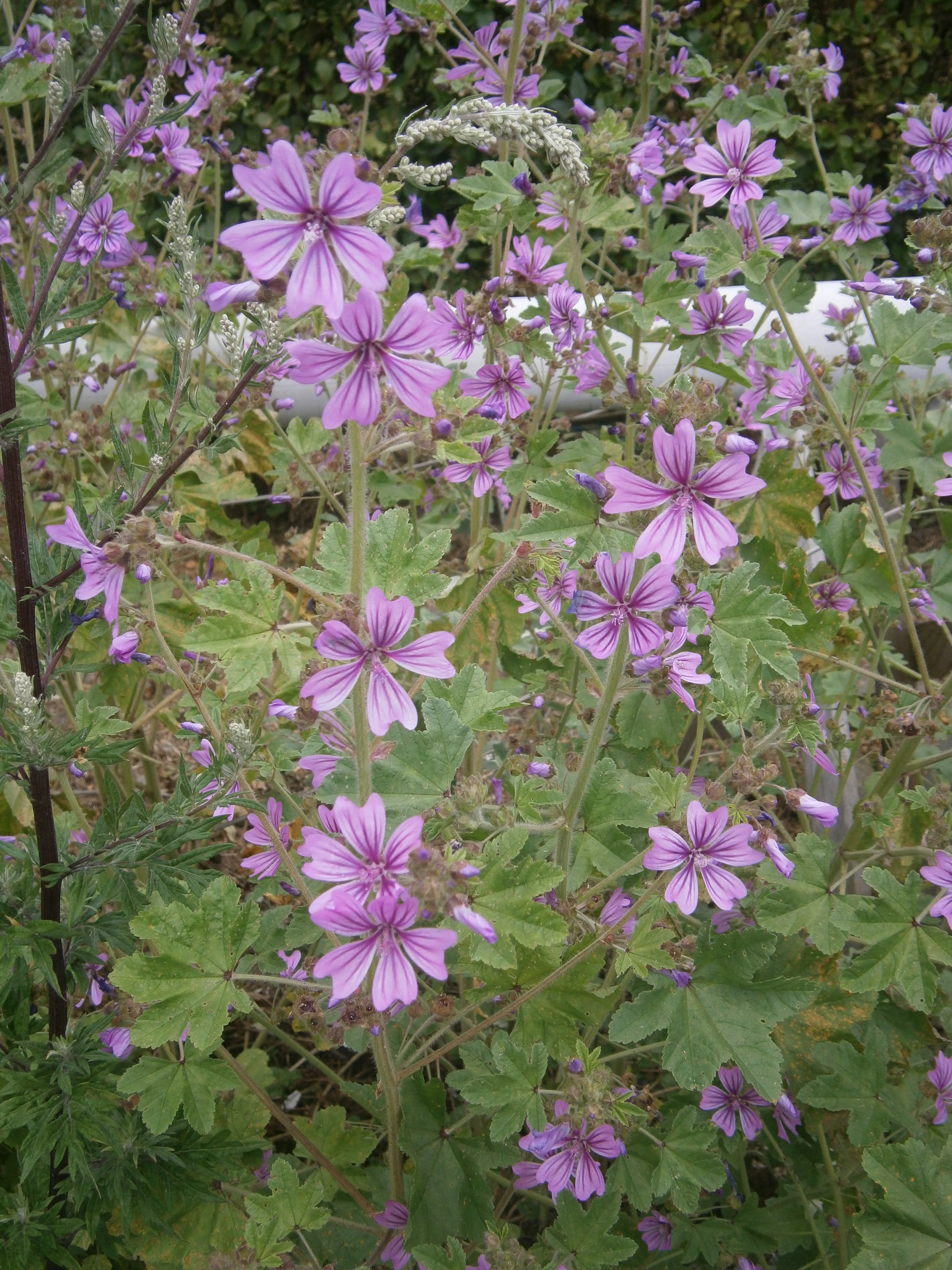
Wilde Malve (Malva sylvestris)

Die Namen Malvin und Malvidin wurden vom Vorkommen in Malven wie Malva sylvestris abgeleitet. Daneben findet sich Malvin auch in den Blüten anderer Pflanzen wie Primeln und Rhododendron-Arten. Die Verbindung kann aus Sojabohnen und Weintraubenschalen isoliert werden.